# Thompsonella spathulata
Thompsonella spathulata là một loài thực vật có hoa trong họ Crassulaceae. Loài này được Kimnach miêu tả khoa học đầu tiên năm 1993.